# 1815

## أحداث
- تأسيس مدينة ماسايو وتقع حاليا في البرازيل.
- 23 نوفمبر: تأسيس مدينة مونتي شينغولو وتقع حاليا في الأرجنتين.
- نهاية حرب المئة عام الثانية في 1815 والتي بدأت في 1688.
- نهاية الحرب الأمريكية في ساحل البحر المتوسط في 1815 والتي بدأت في 1801.
- وقوع المائة يوم بداية من 20 مارس 1815 إلى 8 يوليو 1815.
- نهاية حرب 1812 في 18 فبراير 1815 والتي بدأت في 18 يونيو 1812.
- 3 فبراير - تأسيس أول مصنع لأنتاج الجبن، تم تأسيسه في سويسرا.
- 30 يونيو - الولايات المتحدة توقع المعاهدة مع الجزائر.
- ثورة بركان تامبورا في سامبوا بإندونيسيا أدى إلى مقتل أكثر من 12 ألف
- 24 سبتمبر - روسيا و النمسا يشكلون الحلف المقدس
- بداية قصة جان فالجان البؤساء

## مواليد
- آدا لوفلايس
- آرثر ماك آرثر
- أوتو فون بسمارك
- أوران ميلو روبرتس
- إيمانويل جايبل
- بنيامين اف. كونلي
- جورج بول
- جورج ميد
- جون جونز ماكراي
- جون ماكدونالد
- جون مكدوال ستيوارت
- ديفيد شلبي وولكر
- قسطنطين تيشندورف
- كارل ويرستراس
- محمود الفلكي
- هنري بوين انتوني
- موسى الطالقاني

## وفيات
- أبو العباس أحمد التيجاني
- روبرت فلتون
- سارتجي بارتمان
- فريدريش فيلهلم فون ليسير
- كارستن نيبور
- لونغتوك غياتسو
- بخروش بن علاس
- طامي بن شعيب المتحمي